# 蘇部健一
蘇部 健一（そぶ けんいち、1961年 -）は、日本の小説家・推理作家。2012年、清涼院流水が立ち上げた「The BBB」に参加。

## 概要
1961年、東京都に生まれる。早稲田大学教育学部英語英文学科卒業。1997年、保険調査員・小野由一を主人公とした連作集『六枚のとんかつ』にて第三回メフィスト賞を受賞、デビュー。上記作品は「ばかばかしくて読めない」「ゴミだ」「商品じゃない」「くだらない」などの強い批判や「支持する」などの絶賛の声が上がった。
ミステリー界の異才、異能作家などといわれる。デビュー作の系列に属するアイディア重視の推理短編とは別に、やや長めのセンチメンタルなSF作品があり、こちらのほうが評価が高いことを作者自身後書きで自認している。
初めて活字になった自作本格推理短編は『しおかぜ⑰号四十九分の壁』。1996年、鮎川哲也が編集した『本格推理(7)』に入選・収録されている。発表当時のペンネームは「我妻起成」。
メフィスト賞作家では黒田研二と仲がいい。『木乃伊男』の解説も黒田が担当している。黒田がかつて自身のホームページに記していたところによると、姪が蘇部健一のファンであるとのこと。
『動かぬ証拠』の後書きによれば、ミステリー界初の「音の出る推理小説」「飛び出す推理小説」を出版しようと、そのサンプルを講談社文庫の編集者に送ったが、蘇部の本は実のところあまり売れないために「そんなコストのかかるものはダメだ」と却下された。「音の出る推理小説」は「変化する証拠」というタイトルで、『動かぬ証拠』に（音は出ないが）収録されている。
『ふつうの学校』シリーズや『恋時雨』のように、青い鳥文庫やYA!ENTERTAINMENTのような、児童向けのレーベルにも小説を発表している。

## 著作

### 六とんシリーズ
- 六枚のとんかつ （1997年9月 講談社ノベルス / 1998年2月 講談社ノベルス<改訂新版> / 2002年1月 講談社文庫）
  - 収録作品：音の気がかり / パンは知っていた（ノベルス版のみ） / 桂男爵の舞踏会 / 黄金 / チチカエル（ノベルス版のみ） / エースの誇り / 見えない証拠 / しおかぜ⑰号四十九分の壁 / 解けないパズル（ノベルス版のみ） / 丸ノ内線七十秒の壁 / 欠けているもの / 張り込み（ノベルス版のみ） / 消えた黒いドレスの女 / 六枚のとんかつ / 「ジョン・ディクスン・カーを読んだ男」を読んだ男 / 最後のエピローグ / オナニー連盟（文庫版のみ） / 鏡の向こう側（文庫版のみ） / 五枚のとんかつ（文庫版のみ） / 保険調査員の長い一日（文庫版のみ）
- 六とん2 （2005年10月 講談社ノベルス / 2008年8月 講談社文庫）
  - 収録作品：最後の事件 / 三色パンの秘密 / 甘い罠 / 午前一時のシンデレラ / 行列のできるパン屋さん / 姿なき目撃者 / 読めない局面 / 誓いのホームラン / 地球最後の日？ / 叶わぬ想い / きみがくれたメロディ / 届かぬ想い・純愛ヴァージョン（文庫版のみ）
- 六とん3 （2007年5月 講談社ノベルス）
  - 収録作品：もうひとつの証言 / アリバイの死角 / 生涯最良の日 / ×××殺人事件 / 殺ったのはだれだ！？ / 瞳の中の殺人者 / 死ぬ / 嘘と真実 / 栄光へのステップ / 秘めた想い / 赤い糸
- 六とん4 一枚のとんかつ （2010年8月 講談社ノベルス）
  - 収録作品：一枚のとんかつ / 大江戸線5分30秒の壁 / 新×××殺人事件 / 犯行の印 / 聖職 / ひとりジェンカ / 修学旅行の悪夢 / 翼をください / 追われる男 / 恋愛小説はお好き？ / 琥珀の中のコートダジュール

### ふつうの学校シリーズ
- ふつうの学校 ―稲妻先生颯爽登場！！の巻― （2003年4月 講談社青い鳥文庫）
- ふつうの学校(2) ―ブラジャー盗難事件の巻― （2004年2月 講談社青い鳥文庫）
- ふつうの学校(3) ―朝の読書はひかえめに の巻― （2005年6月 講談社青い鳥文庫）

### その他の作品
- 長野・上越新幹線四時間三十分の壁 （1999年3月 講談社ノベルス / 2003年3月 講談社文庫）
  - 収録作品：長野・上越新幹線四時間三十分の壁 / 指紋 / 2時30分の目撃者 / 乗り遅れた男（文庫版のみ）
- 動かぬ証拠 （2001年5月 講談社ノベルス / 2004年5月 講談社文庫）
  - 収録作品：しゃべりすぎの凶器 / 逃亡者～片腕の男 / 黒のフェラーリ / 天使の証言 / 転校生は宇宙人 / 宿敵 / 宇宙からのメッセージ / 逆転無罪 / リターン・エース / 再会 / 変化する証拠 / サム・スペードの憂鬱（文庫版のみ）
- 木乃伊男 （2002年9月 講談社ノベルス / 2005年9月 講談社文庫）

※講談社ノベルス創刊20周年記念 特別書き下ろし作品
- 届かぬ想い （2004年4月 講談社ノベルス / 2008年2月 講談社文庫）
- 恋時雨 （2006年7月 YA!ENTERTAINMENT）
- 赤い糸 （2009年11月 早川書房 / 2013年6月 徳間文庫）
- 古い腕時計 きのう逢えたら…（2011年10月 徳間書店 / 2013年10月 徳間文庫）
- まだ恋ははじまらない…（2012年8月 PHP研究所）
- 運命しか信じない！（2014年3月 小学館文庫）
- 小説X あなたをずっと、さがしてた（2018年1月 小学館）
  - 【改題】あなたをずっと、さがしてた（2020年1月 小学館文庫）
    - 収録作品：あなたをずっと、さがしてた / 四谷三丁目の幽霊

### 単行本未収録作品
- 依頼人（『S-Fマガジン』 2009年2月号 - 2009年3月号 早川書房 掲載）
- 硝子の向こうの恋人（『NOVA 6 書き下ろし日本ＳＦコレクション』 2012年11月 河出文庫 収録）
- トカレフとスタンウェイとダルエスサラーム（『超短編！ 大どんでん返し』 2021年2月 小学館文庫 収録）

## 英訳作品
- The Hopeless Dream （英語圏向け電子書籍として2012年12月発売）[1]
  - 『六とん2』収録の短編「叶わぬ想い」を英語圏の読者に向けてリメイクし、清涼院流水が英訳したもの